# Kemijska oficirska šola Jugoslovanske ljudske armade
Kemijska oficirska šola (kratica HOŠ) je bila vojaško-izobraževalna ustanova za specialistično izobraževanje častnikov, ki je delovala v sestavi Jugoslovanske ljudske armade.

## Zgodovina
Šola je bila ustanovljena leta 1947 med splošno reorganizacijo jugoslovanskega vojaškega šolstva. Izobraževanje je trajalo 10 mesecev.
Leta 1955 so šolo ukinili z namenom organizacije vojaških akademij.